# 卡斯滕山
47°25′55″N 10°28′16″E / 47.43194°N 10.47111°E

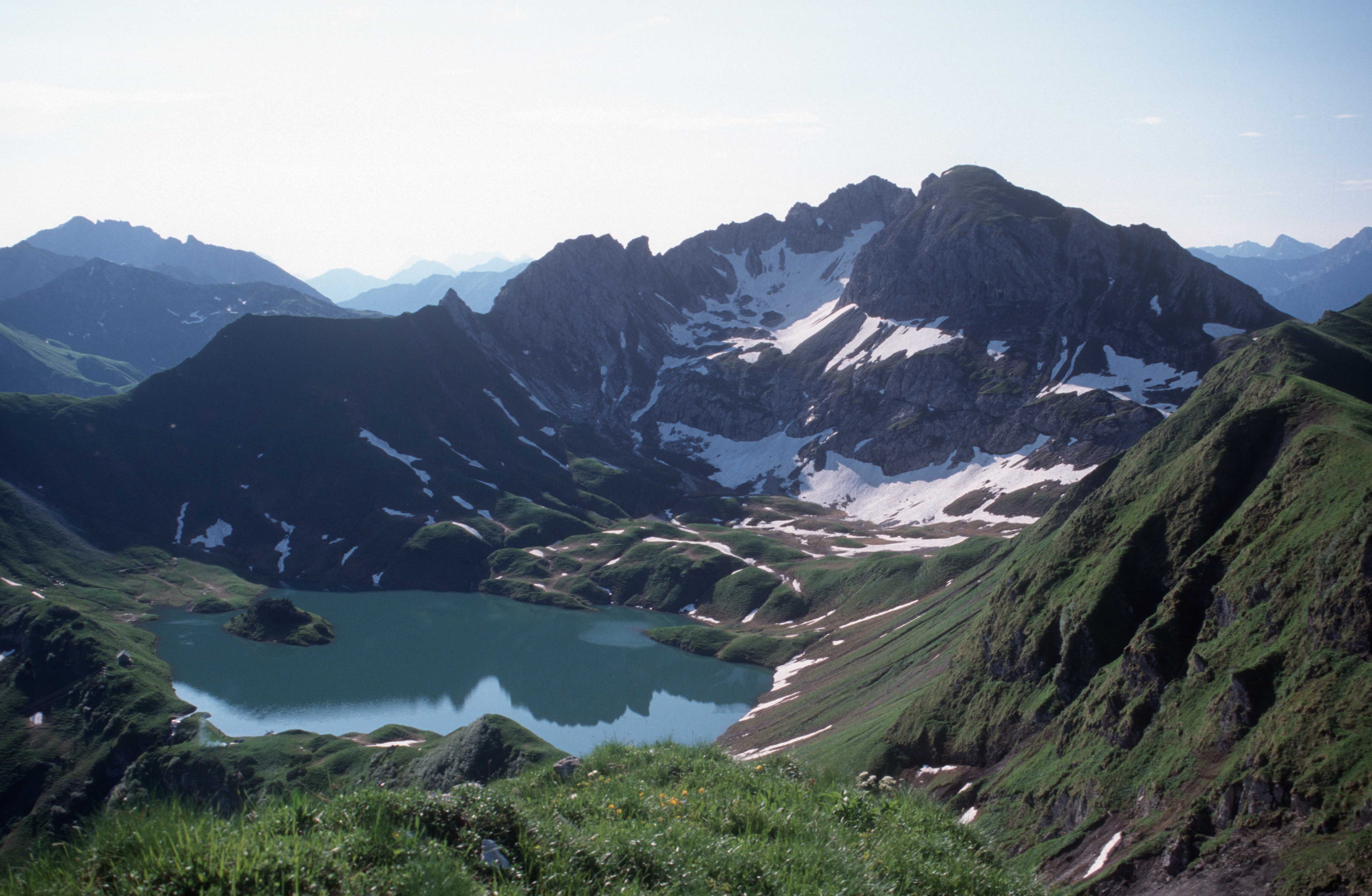

卡斯滕山（德語：Kastenkopf），是中歐的山峰，位於奧地利和德國接壤的邊境，屬於阿爾高阿爾卑斯山脈的一部分，距離凱爾伯萊峰0.3公里，海拔高度2,129米，每年平均降雨量1,698毫米。